# Giovanni Battista Merano
Giovanni Battista Merano (Gênes, 1632 - Plaisance, 1698) est un peintre italien baroque de l'école génoise actif au XVIIe siècle.

## Biographie
Giovanni Battista Merano a été un peintre italien de la peinture baroque, actif principalement à Gênes, élève de Giovanni Andrea de Ferrari et du peintre génois Valerio Castello.
Vers  1651/1652,  il étudia à Parme les travaux du Le Corrège et du Parmigianino, y passa plusieurs années (1655-1660) avant de revenir à Gênes, après la mort de son maître ;il y peignit pour différentes églises.
En 1668, il est retourné à Parme où il a rapidement obtenu une pension du duc Ranuccio IIe.
Il a peint les fresques de la chapelle de l'église de San Giovanni Evangelista appartenant au Bénédictins.
Dans les années 1690 il travailla sur la côte ligure (église paroissiale de Finale Ligure et Palazzo Borea à San Remo en 1698).
Giovanni Battista Resoaggi, Giovanni Maria del Piane, Davide Campi et Antonio Pittalunga ont été ses élèves.
Certains de ses tableaux sont visibles dans les collections de la Galeria Nazionale di Palazzo Rosso à Gênes, au musée de Darmstadt et au Stiftung Kunsthaus Heylshof à Worms.

## Œuvres
Fresques :
- Sainte Lucie et sainte Apollonie, fresques ovales, église Santa Croce, Parme.
- Chapelle du Palais Ducal de Colorno.
- Chapelle de l'église de San Giovanni Evangelista, Parme
- Décoration extérieure du Palazzo del Governatore (détruite en 1760),
- Église paroissiale Basilica di San Giovanni Battista de Finale Ligure,
- Fresques, Palazzo Borea d'Olmo, San Remo.
- Fresques, Chiesa Santo Stefano, San Remo.

Tableaux :
- Le Massacre des Innocents, Chiesa del Gesù et San Ambrogio, Gênes.
- San Pietro e l'angelo,
- Christ parmi les docteurs,
- Dédale attachant les ailes à Icare,
- Allégorie avec Hercule,
- Sainte Claire avec les saints Erasme et Joseph,
- Svenimento della Madonna ai piedi della Croce, (1673), huile sur toile de 194 cm × 151,5 cm
- Adoration des mages (1686-1690), musei civici, Palazzo Farnese.